# Tord Sars
Tors Sars, 7 juni 1923 i Vattnäs, död 27 december 2019, var en svensk borgmästare.
Sars avlade studentexamen vid Norra Latin 1942, och studerade därefter vid Uppsala universitet. Sars tillträdde som borgmästare i Västerås stad 1969, och var den sista att inneha borgmästarposten i nämnda stad. Efter att denna befattning indragits var han lagman i Västerås tingsrätt 1971–1990.